# 尼波山

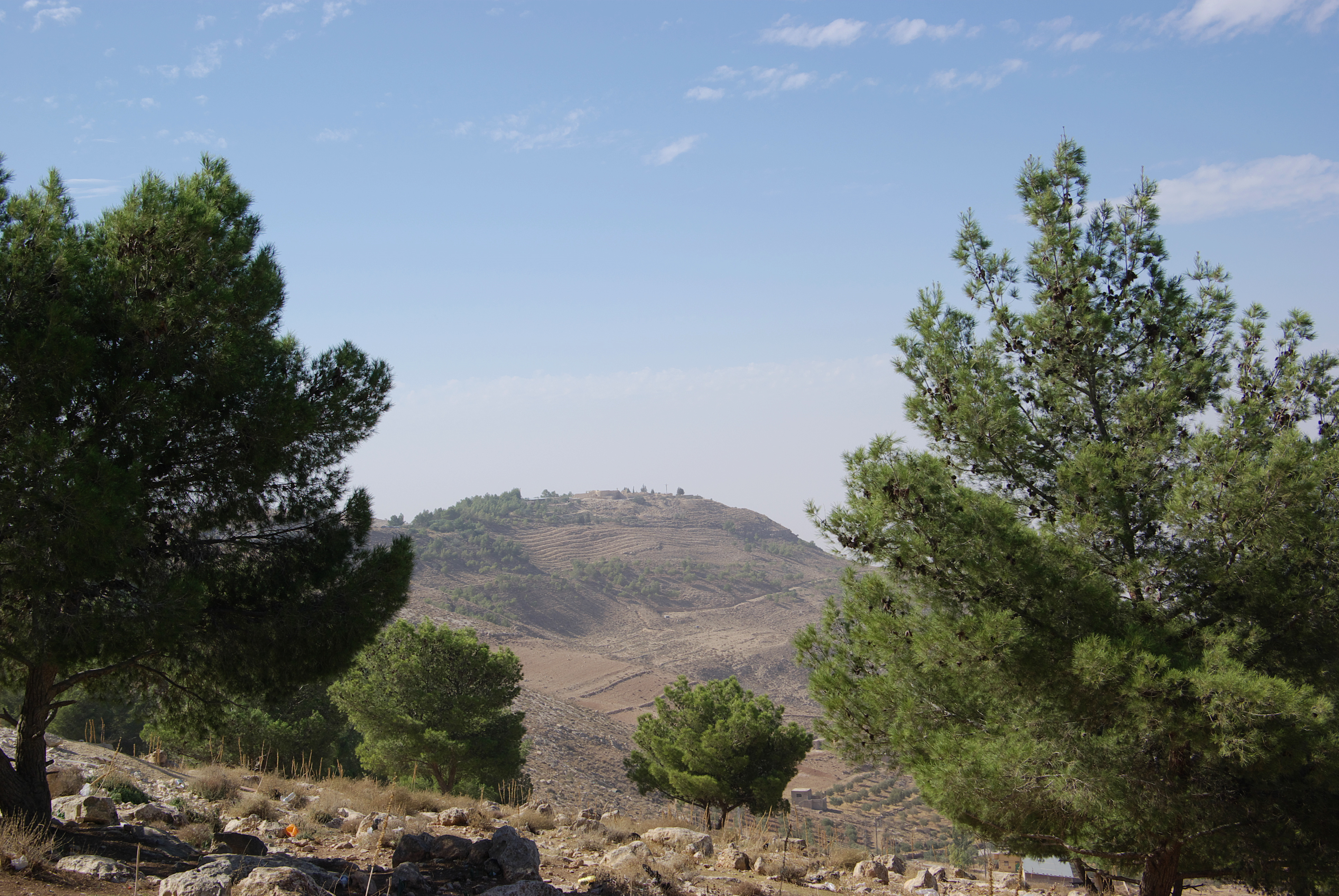
尼波山

尼波山（阿拉伯语：‎，Jabal Nībū；希伯來語：‎，Har Nevo）是约旦的一个山岭，海拔约680公尺。圣经中提到，这是摩西得以观看他永远不会进入的应许之地的地点。从山顶可以看到圣地的全景，约旦河西岸的耶利哥，在晴天甚至可以看到耶路撒冷。

## 历史
在申命记最后一章，摩西从摩押平原登尼波山，上了那与耶利哥相对的毗斯迦山顶，观看以色列全地。
根据基督教的传统，摩西被安葬在尼波山，虽然没有指定他的埋葬地点是。一些伊斯兰传统也表示同样的， ，虽然在耶利哥以南11公里、耶路撒冷以东20公里处的旷野有摩西的坟墓。
2000年1月1日，本·拉登曾计划轰炸尼波山。
2000年3月20日，教宗若望保禄二世在圣地朝圣期间，来此参观，在拜占庭式教堂旁种植一棵橄榄树，作为和平的象征。2009年5月9日，教宗本笃十六世来此参观，发表了演讲，并从山顶眺望耶路撒冷的方向。
尼波山上的铜蛇雕塑是意大利艺术家乔瓦尼·凡托尼的作品。
1933年，在尼波山的最高峰发现了4世纪教堂和修道院的遗址。

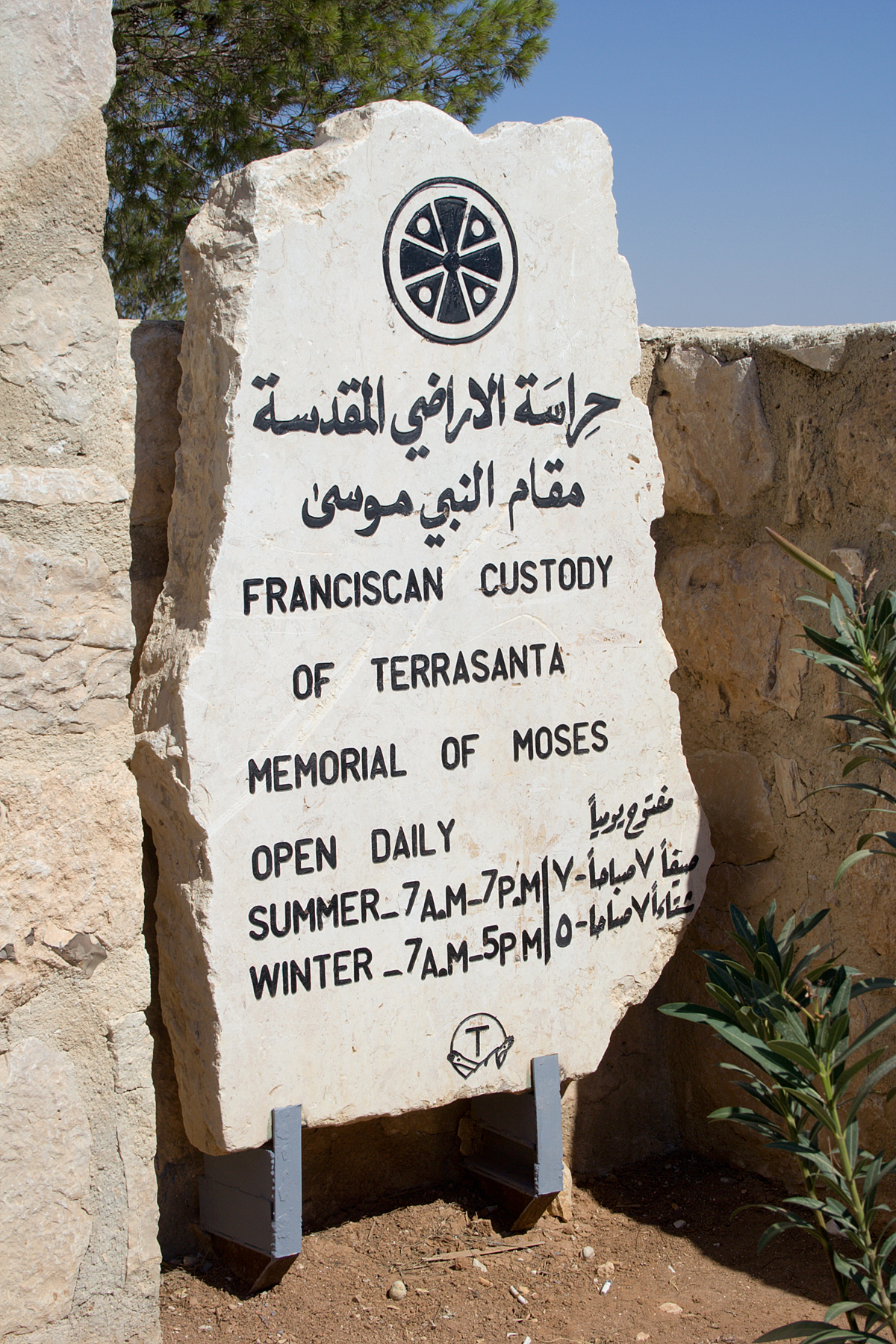
标志着历史悠久的尼波山入口的石头
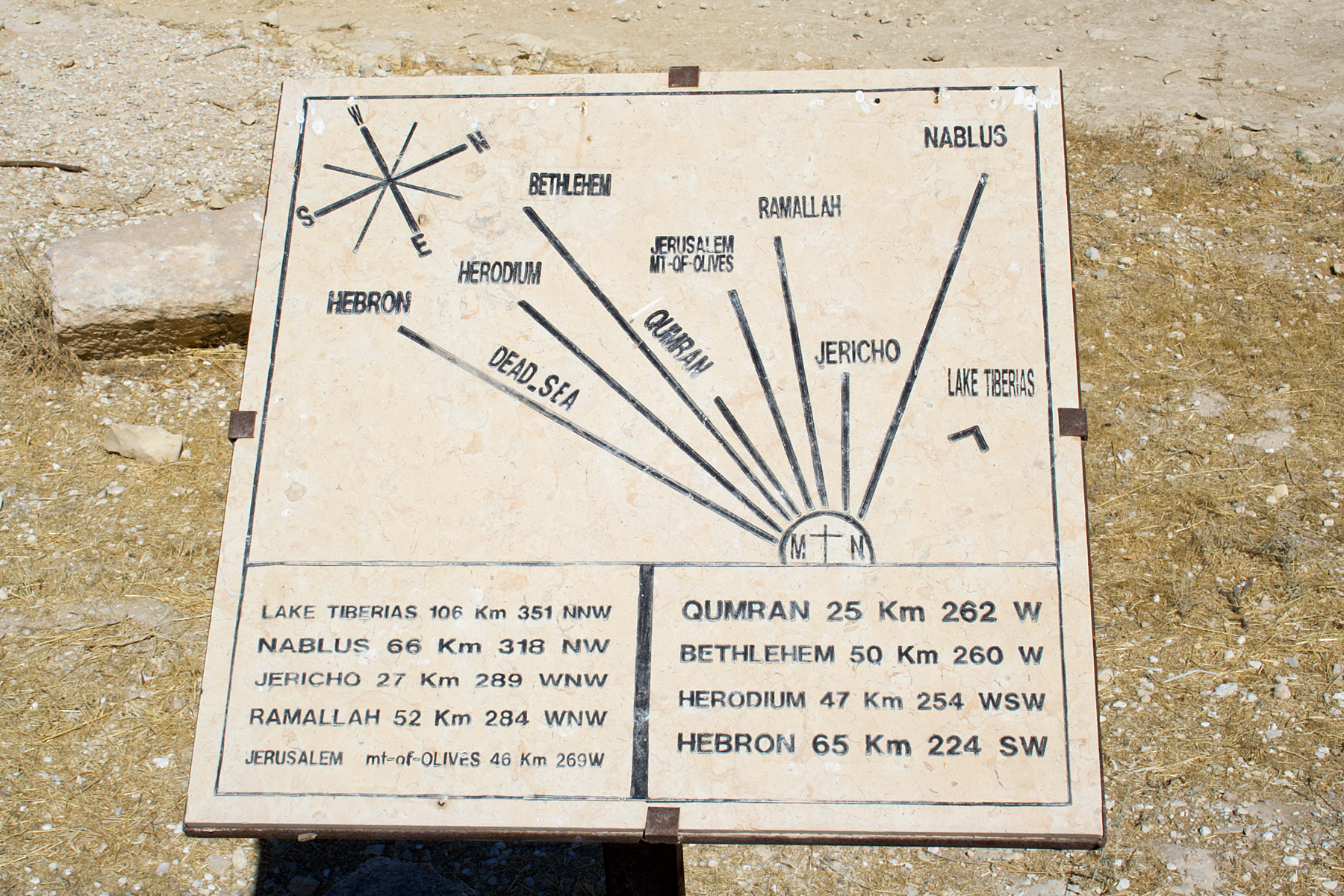
标示从尼波山到各个地点的距离的牌匾
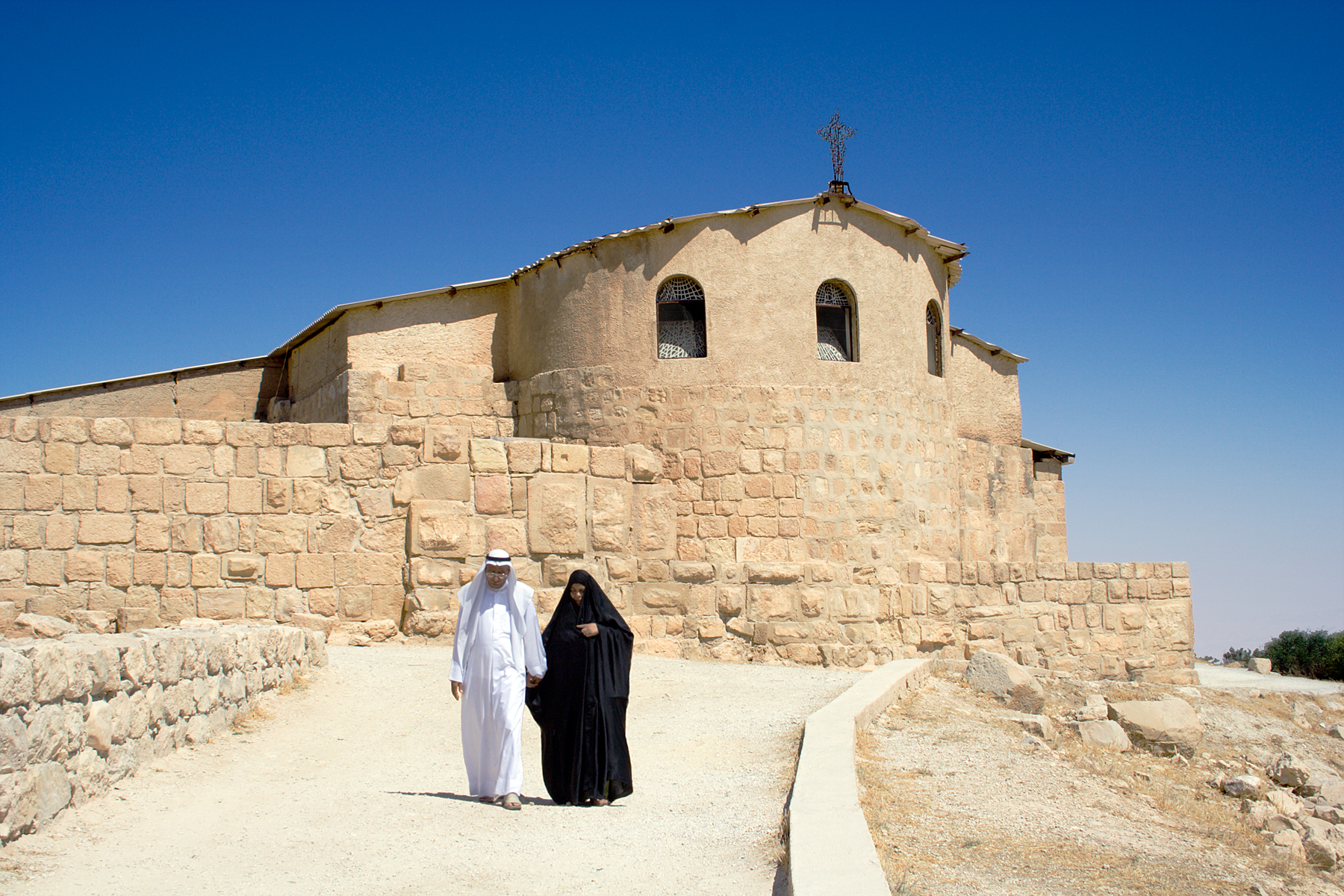
保护教堂遗址的结构
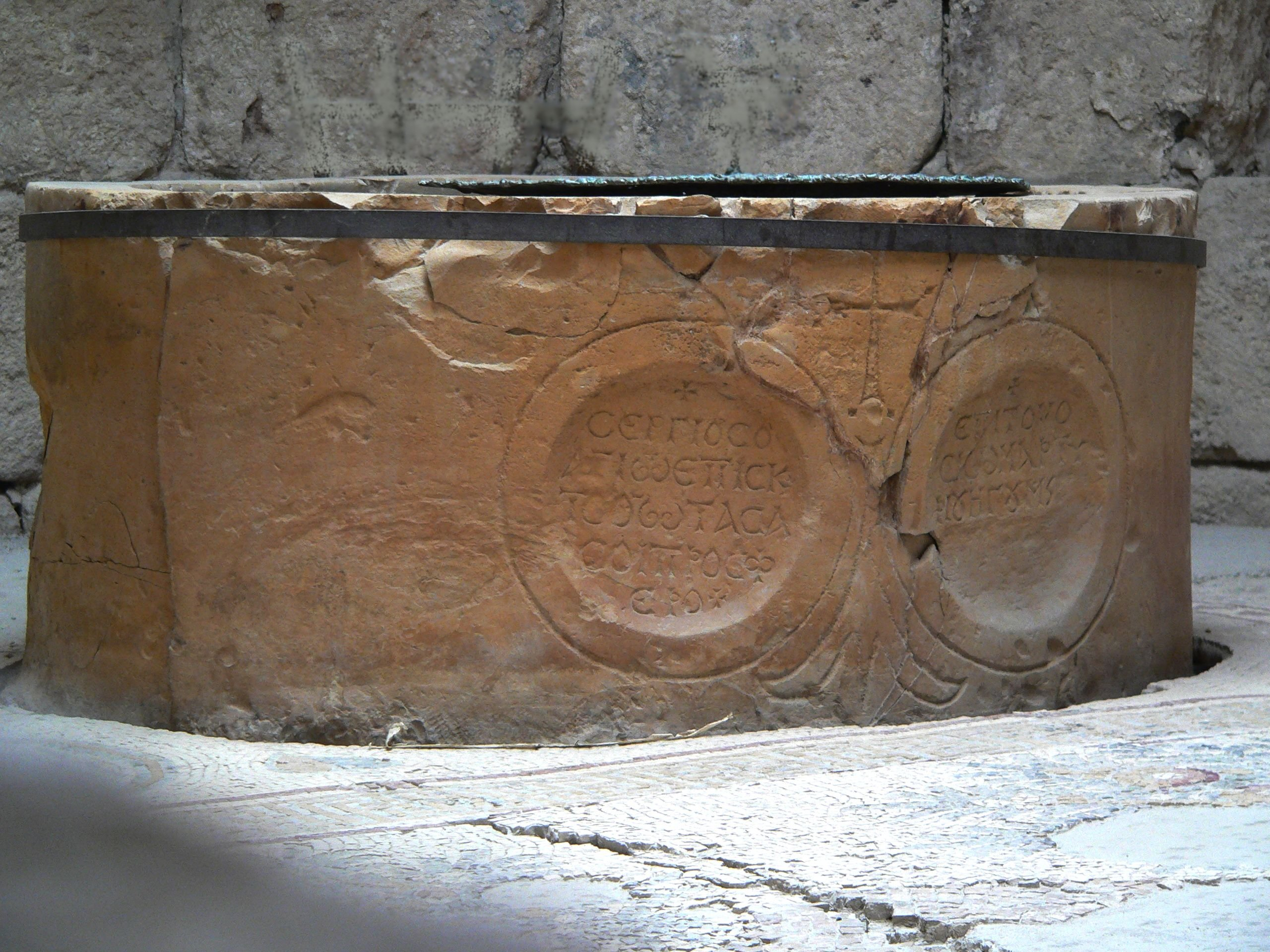
洗礼盆
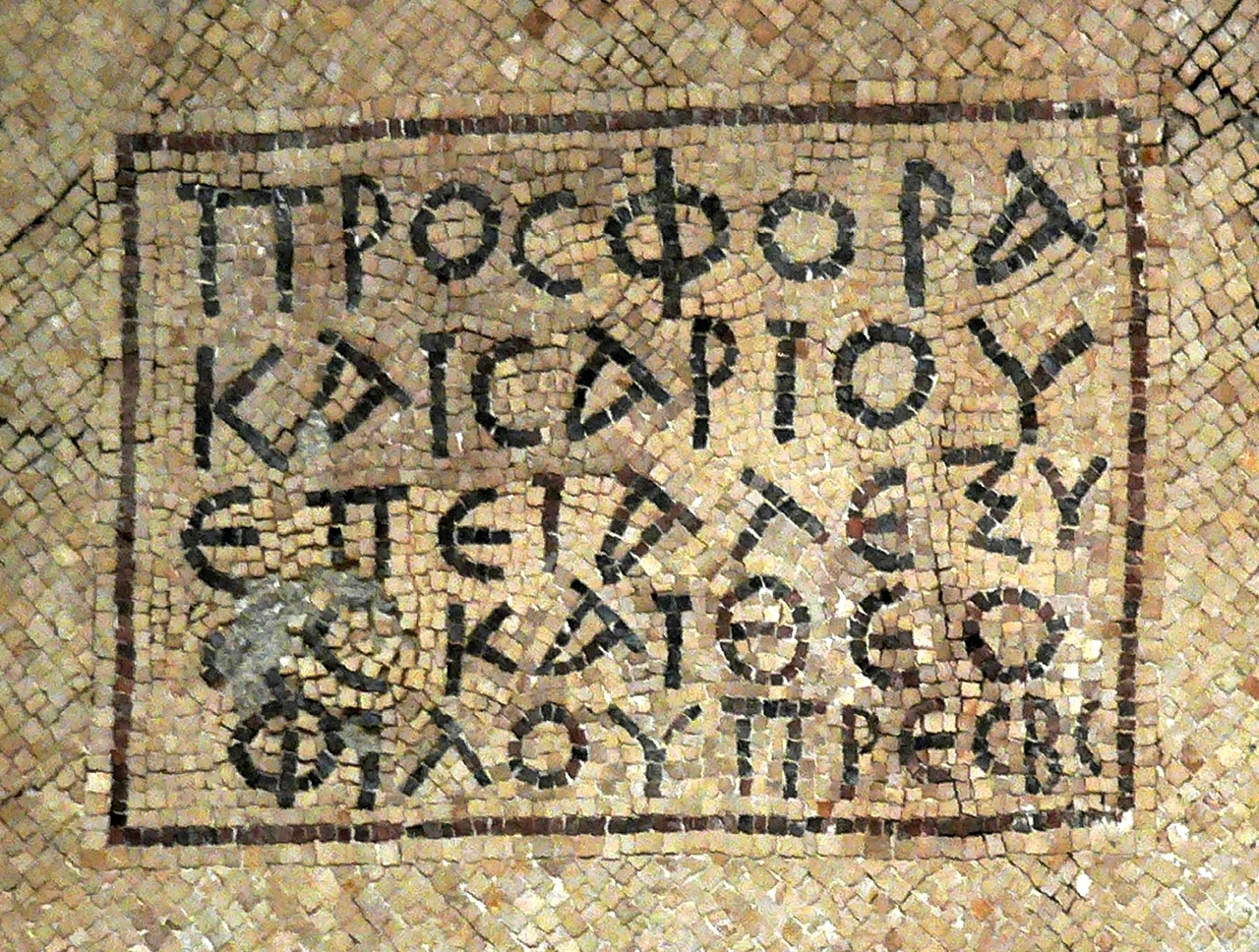
内部镶嵌着铭文（凯撒里昂的祭品，阿莱克修斯和狄奥菲洛斯祭司时代）
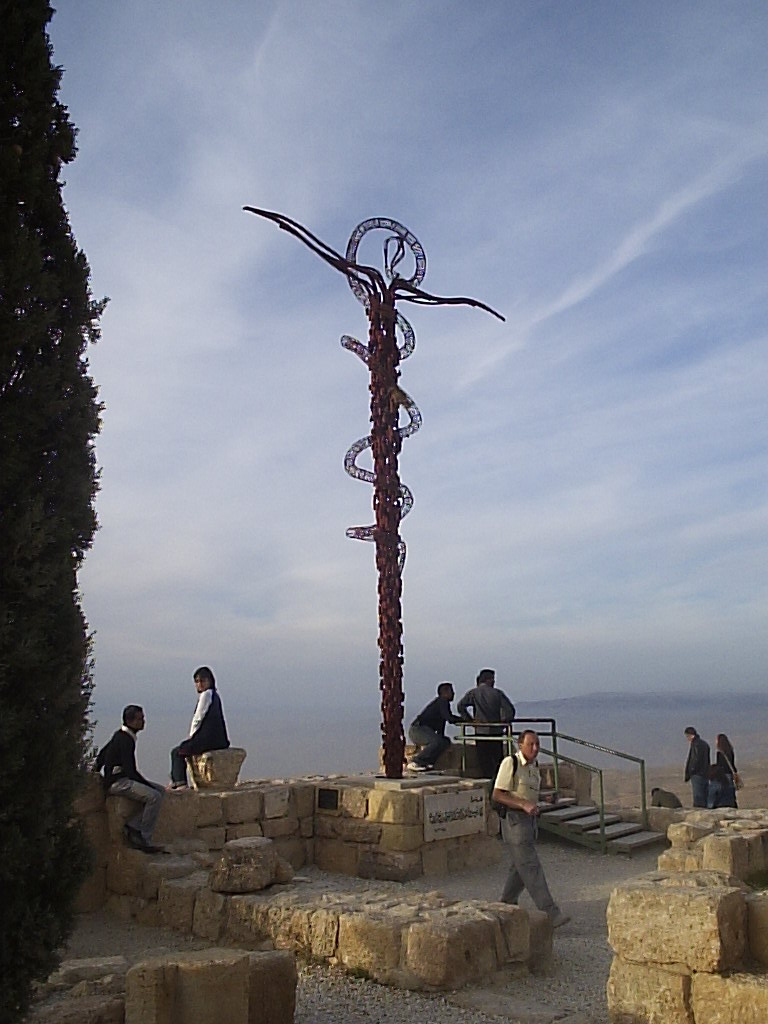
尼波山的铜蛇
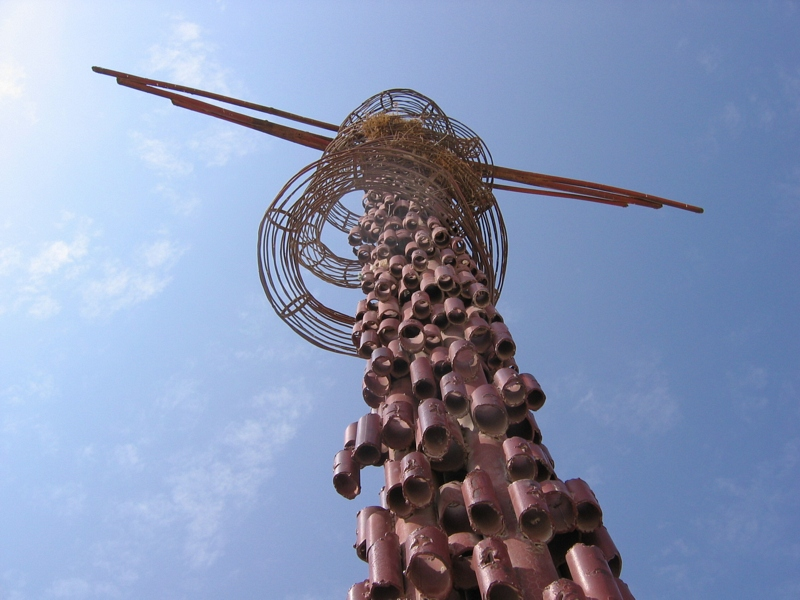
铜蛇雕像细节
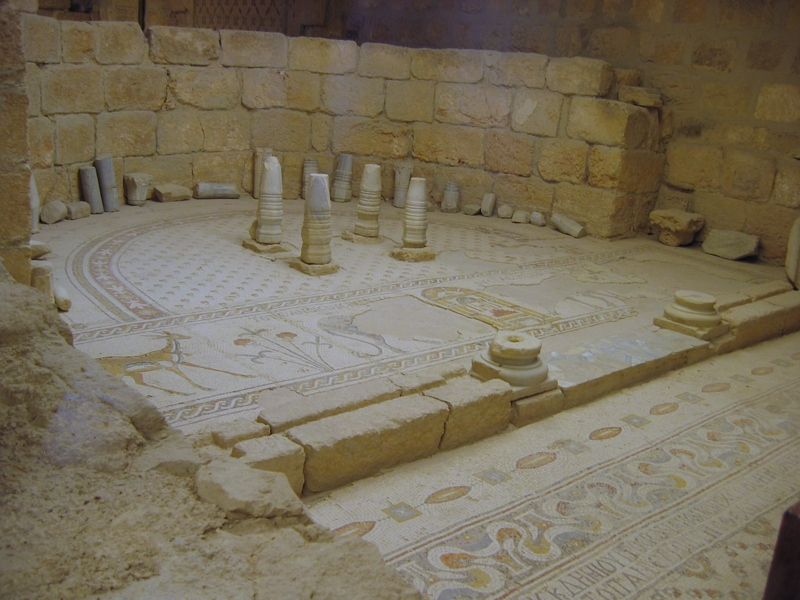
摩西大教堂的鑲嵌畫
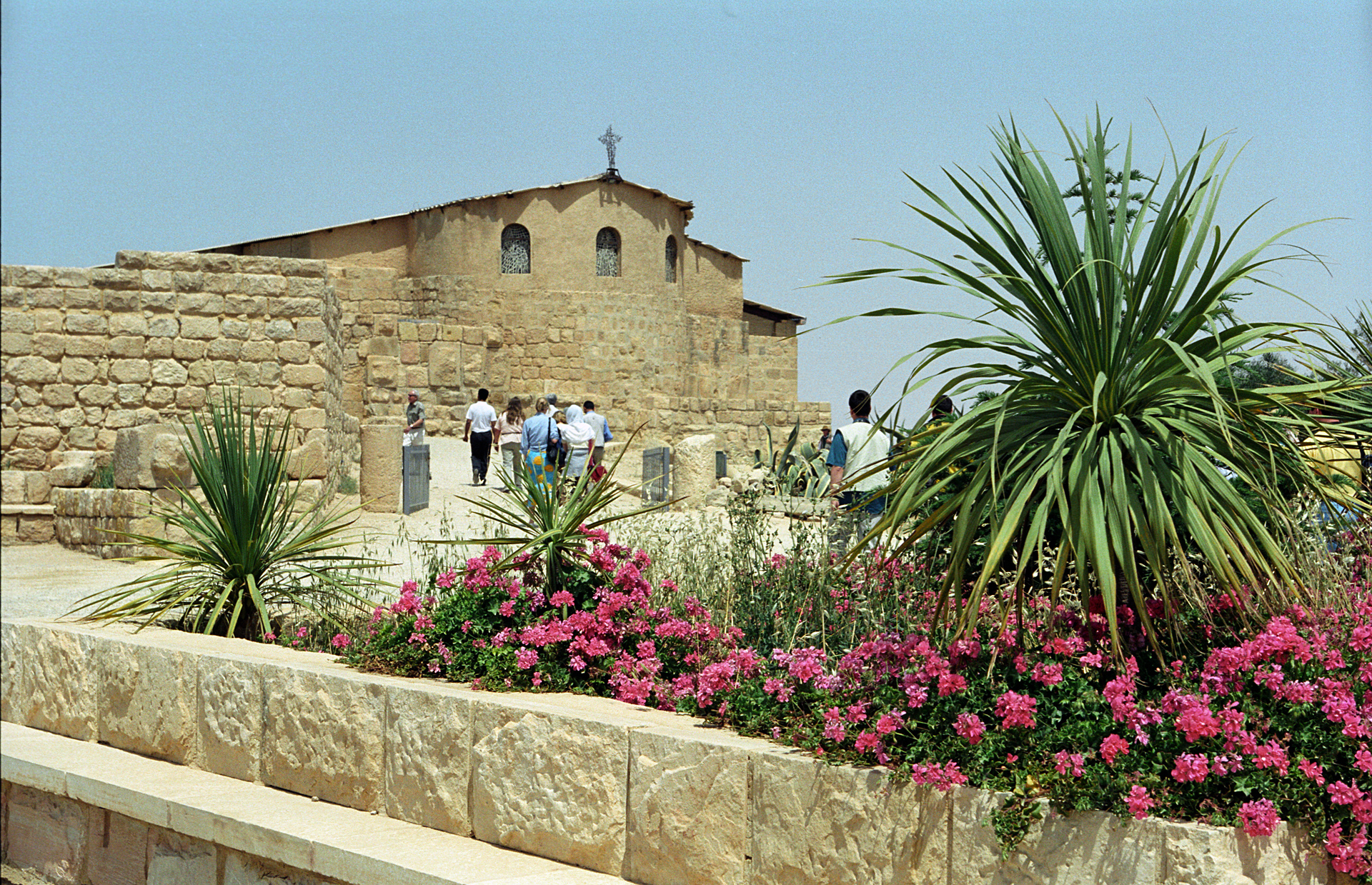
尼波山
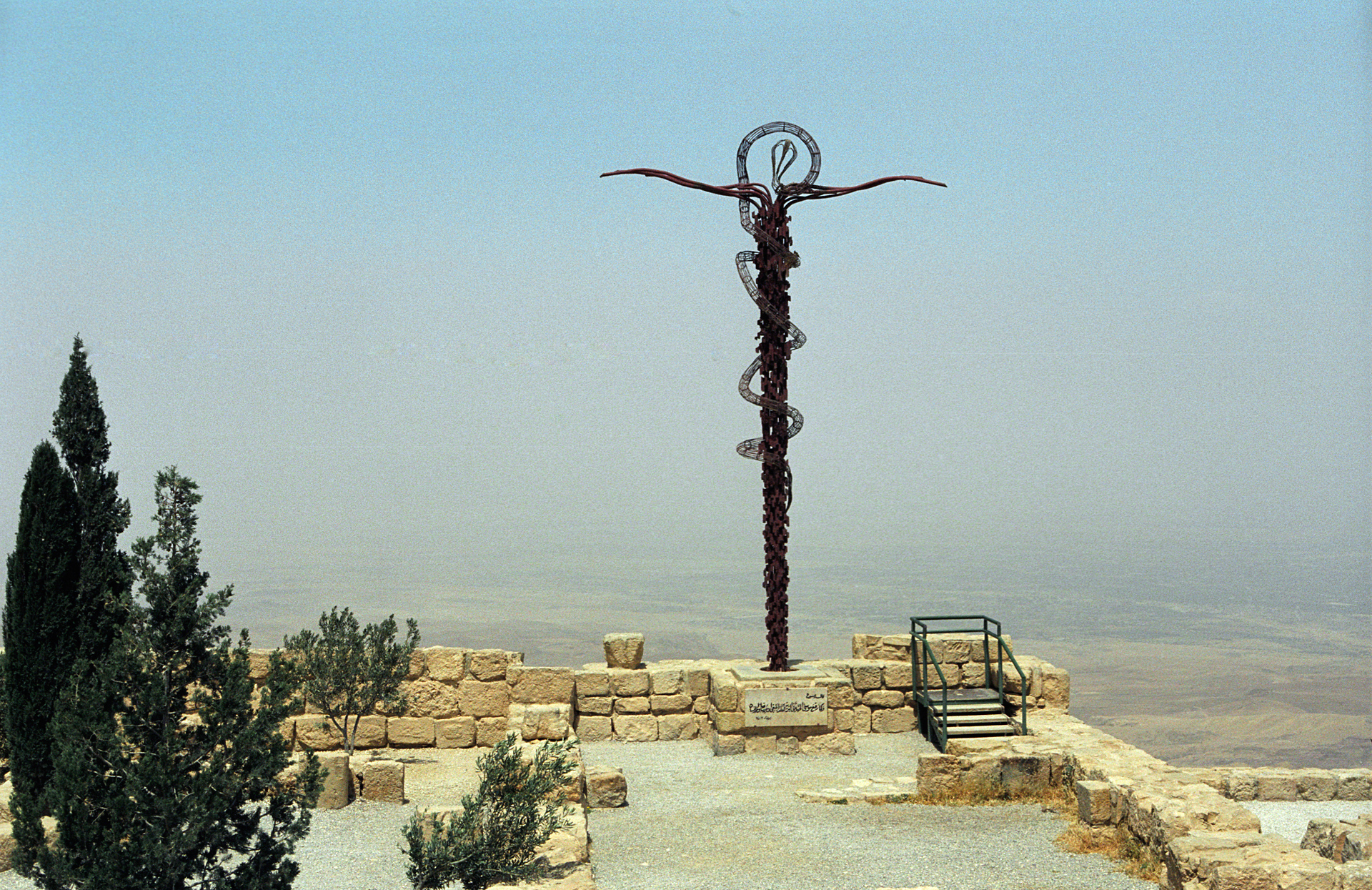
尼波山
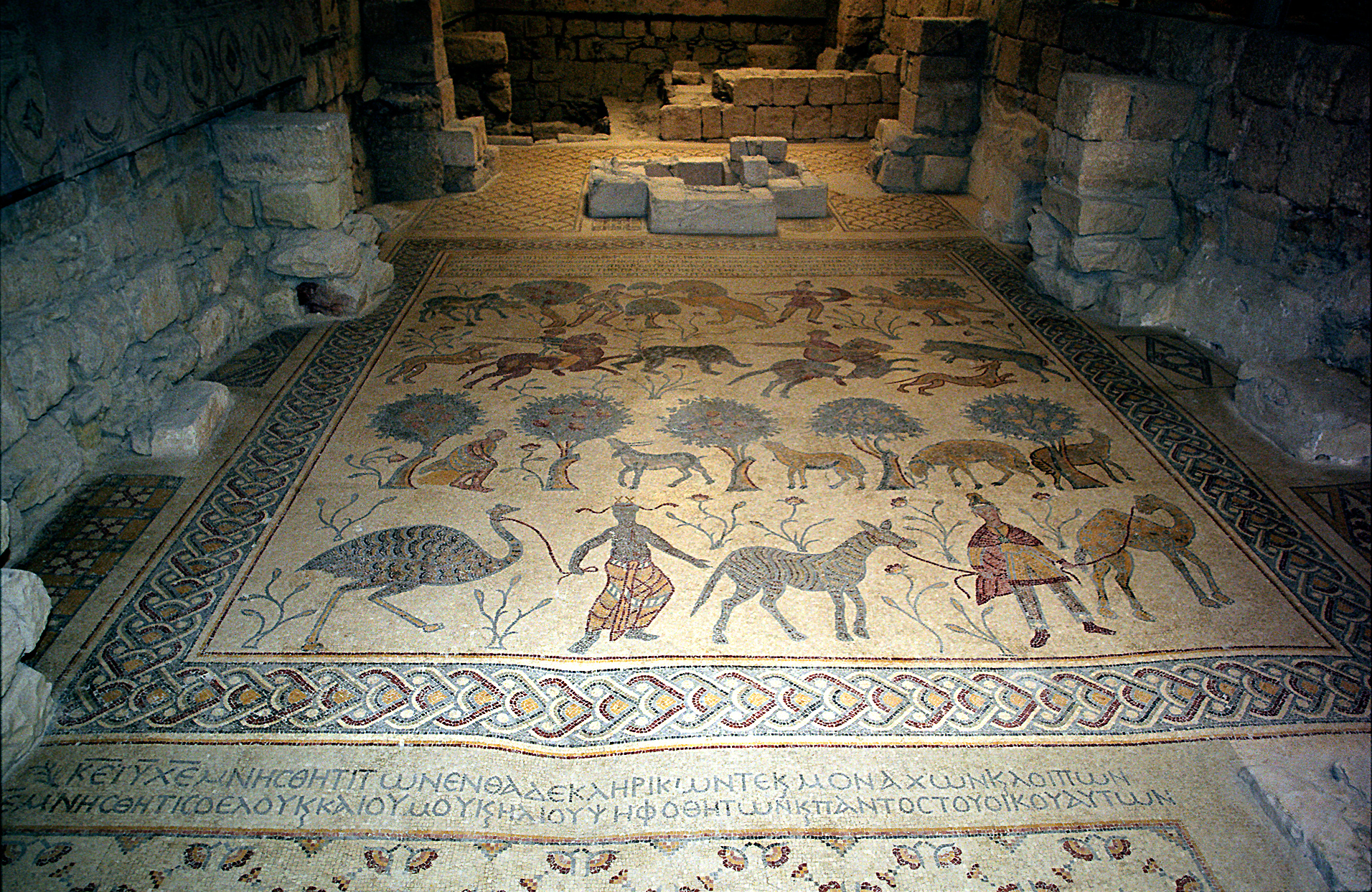
尼波山的鑲嵌畫
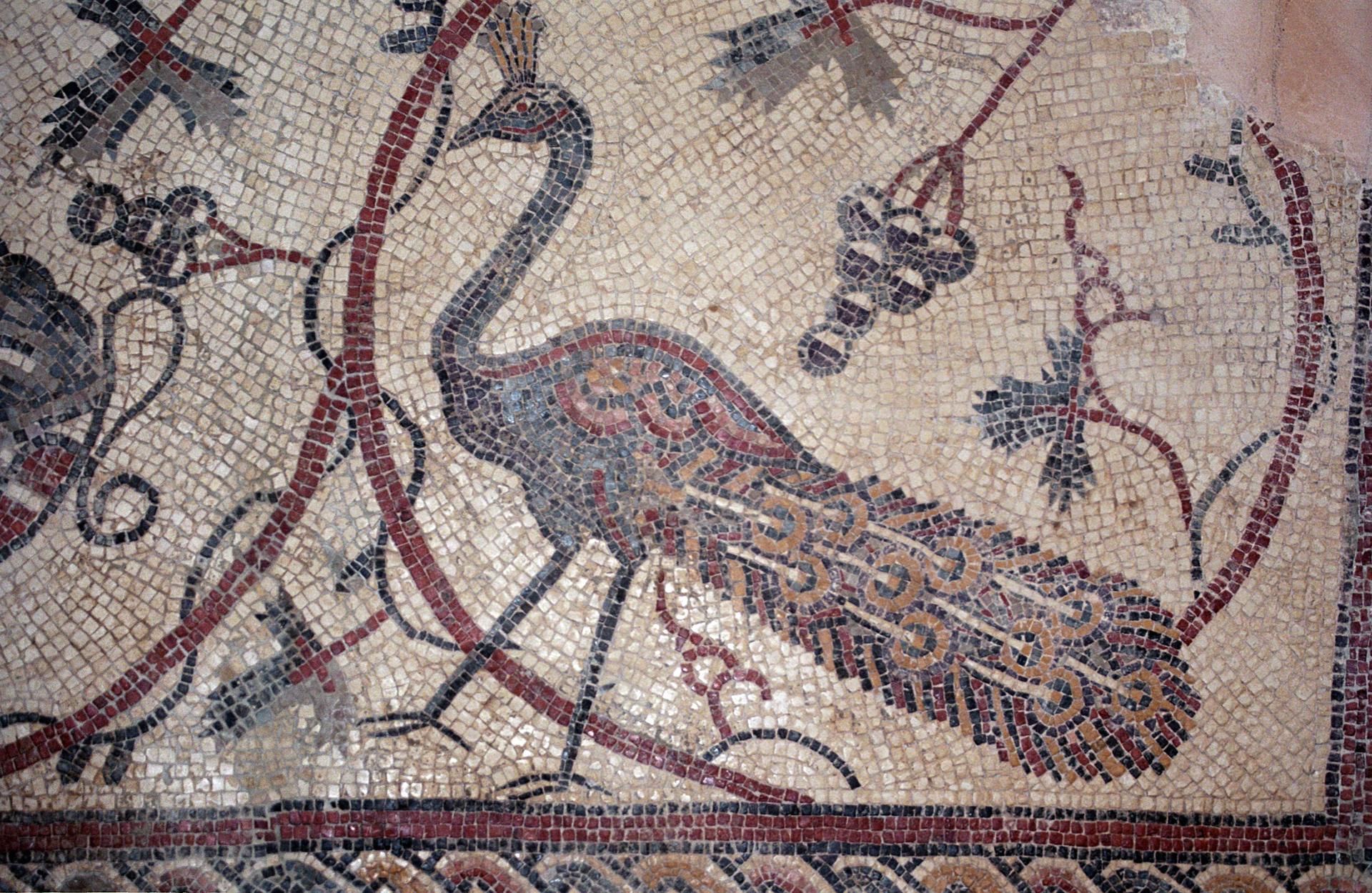
尼波山的鑲嵌畫
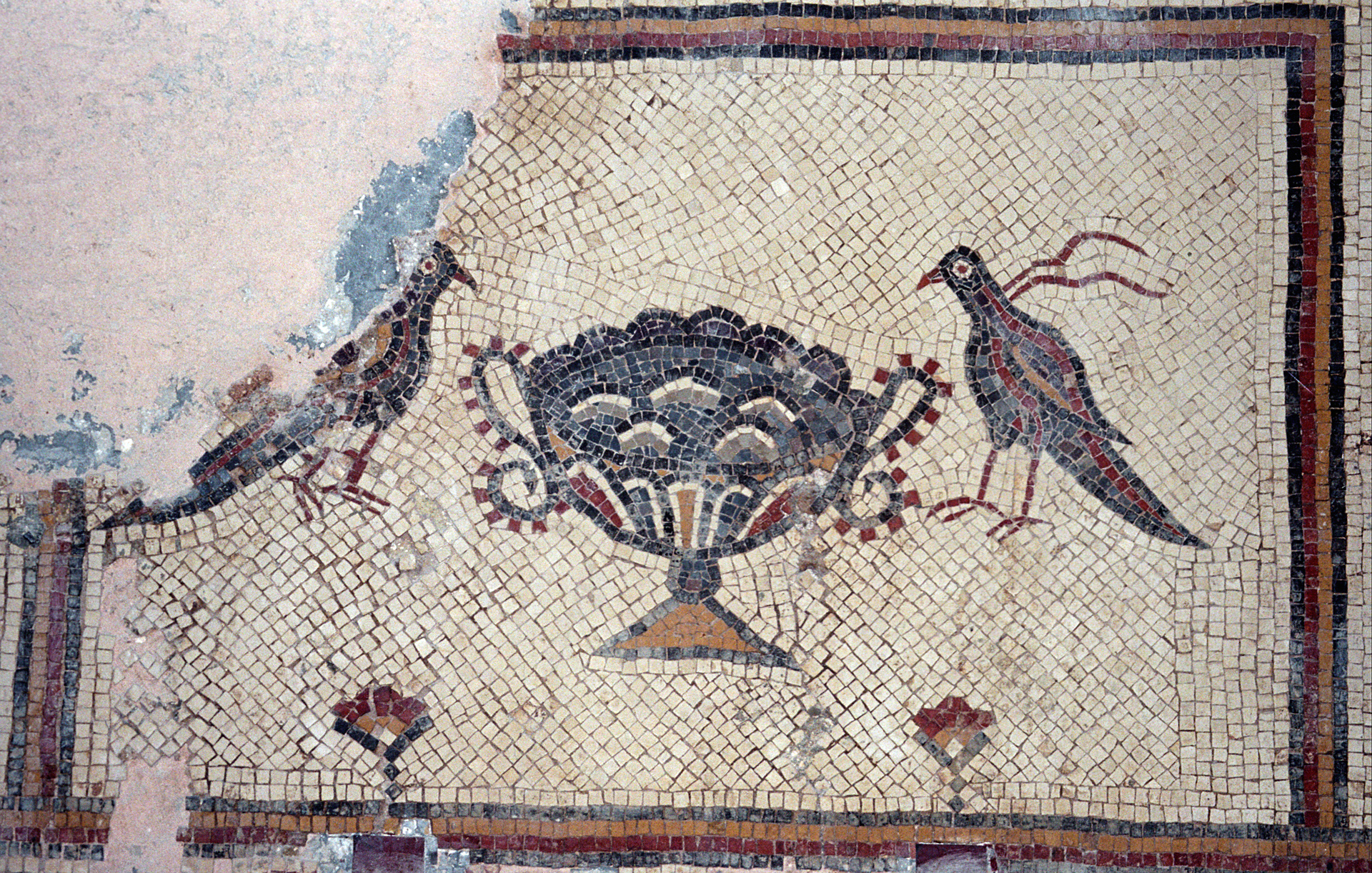
尼波山的鑲嵌畫
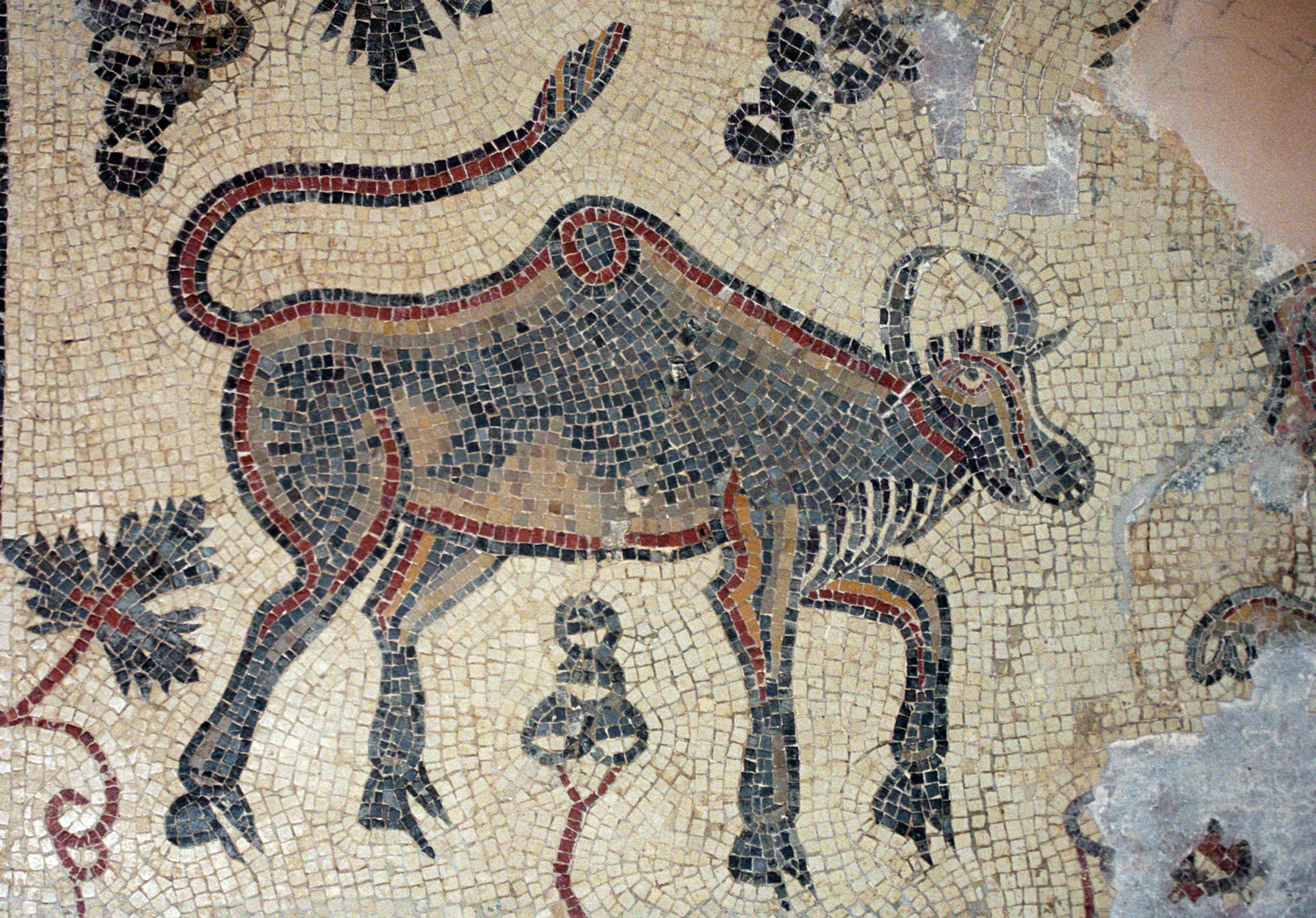
尼波山的鑲嵌畫